# Igor Bobko
Igor Bobko (tiếng Belarus: Iгар Бабко; tiếng Nga: Игорь Бобко; sinh 9 tháng 9 năm 1985) là một cầu thủ bóng đá Belarus. Tính đến năm 2017, anh thi đấu cho Slutsk.